# جون ألان كاميرون
جون ألان كاميرون هو مغني كندي، ولد في 16 ديسمبر 1938 في Inverness County, Nova Scotia ‏ في كندا، وتوفي في 22 نوفمبر 2006 في تورونتو في كندا.

## وصلات خارجية
- جون ألان كاميرون على موقع IMDb (الإنجليزية)
- جون ألان كاميرون على موقع ميوزك برينز (الإنجليزية)
- جون ألان كاميرون على موقع ديسكوغز (الإنجليزية)